# Храм Гавриила Белостокского (Ивье)
Хра́м Гаврии́ла Белосто́кского  — храм, находящийся  в Республике Беларусь. Освящён 10 октября 1995 года в честь младенца Гавриила Белостокского. Расположен в городе Ивье. Настоятелем храма с 1998 года является протоиерей Вячеслав Пашкевич.

## История
Храм устроен в здании, которое в начале XX века было жилым домом, после Великой Отечественной войны — родильным домом, а после 1970-х годов — детским садом-яслями. В 1993 году здание было передано православной общине. Церковь строилась только на пожертвования верующих. Спонсорами строительства церкви были такие организации как : Колхоз «Путь Ленина», Фирма «РИАЛПО», МУООС, Сельхозхимия, Ветлечебница, Колхозы «Субботники», «Жемыславль», ДРСУ, Райсельэнерго, Консервный завод, Лесхоз.
В тяжёлые девяностые годы строительство было затруднено из-за дефицита строительных материалов и их высокой стоимости. Детский садик меньше всего был приспособлен под строительство церкви. Возникли трудности с поиском опытного специалиста, который смог бы покрыть крышу жестью. С первых дней строительства все заботы легли на плечи отца Анатолия Резановича. Ему помогал Иван Филиппович Федарук, который был талантливым столяром. Отец Анатолий обращался за помощью ко многим местным жителям, но некоторые отказывались, ссылаясь на возраст или принадлежность к другой вере. Построить церковь — это непростое дело, требующее глубоких знаний о православной вере. Отец Анатолий Резанович смог найти таких мастеров только на Полесье.
В Ивье приехали Николай Иванович Резанович, Сергей Николаевич Резанович, Константин Степанович Пашкевич, Василий Павлович Пашкевич.
10 октября 1993 года состоялось малое освящение церкви. Этот торжественный чин провёл священник Князиковской церкви отец Анатолий. Малым освящение назвали потому, что оно проходило в недостроенном и необорудованном храме.
Благодаря усилиям верующих в конце ноября 1993 года двери церкви были открыты. Отец Анатолий Резанович начал проводить богослужения.
До того как в Ивье открылась церковь, православные верующие были вынуждены ездить на службы в соседние города, что отнимало много времени и сил. Поэтому открытие православного храма в городе стало настоящим чудом и подарком для местных жителей.
В строительстве церкви принимали участие и власти, и простые люди, и те, кто смог внести существенный вклад в это благое дело. Во время визита в Беларусь в 1995 году Патриарх Московский и Всея Руси Алексий II наградил иерея Анатолия Резановича правом ношения наперсного креста за его заслуги в деле веры.

## Архитектура

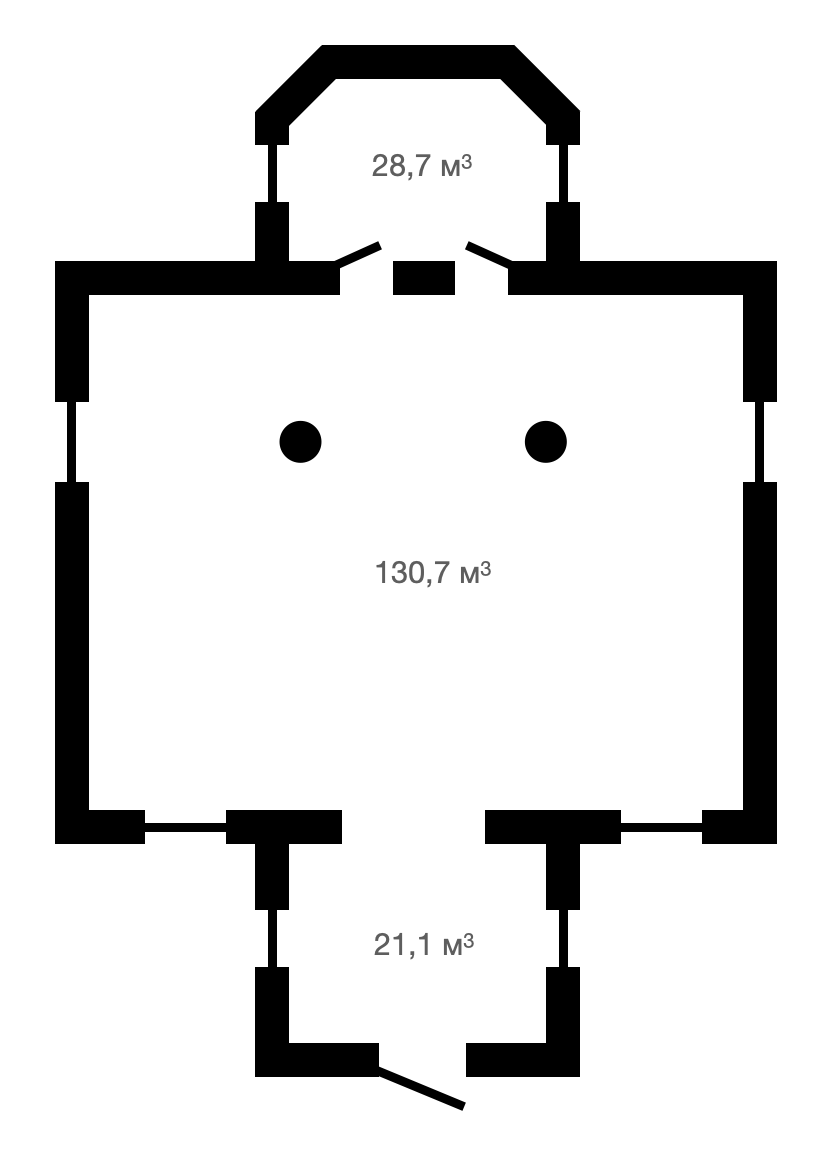
План храма г. Ивье

Церковь строилась в период с 1993 по 1995 год из кирпича. Возведена по канонам древнерусского православного 3-частичного храма: кубовидного — основной объём под 4-скатной крышей, 2-ярусная шатровая колокольня над притвором, граненый апсида; над всеми частями поставлены луковицеподобные купола на 8-гранных барабанах. Прямоугольный входной проем обрамлен арочным порталом. Фасады украшены лопатками, фигурными нишами. В интерьере на 3-ступенчатой солее поставлен деревянный 2-ярусный иконостас.

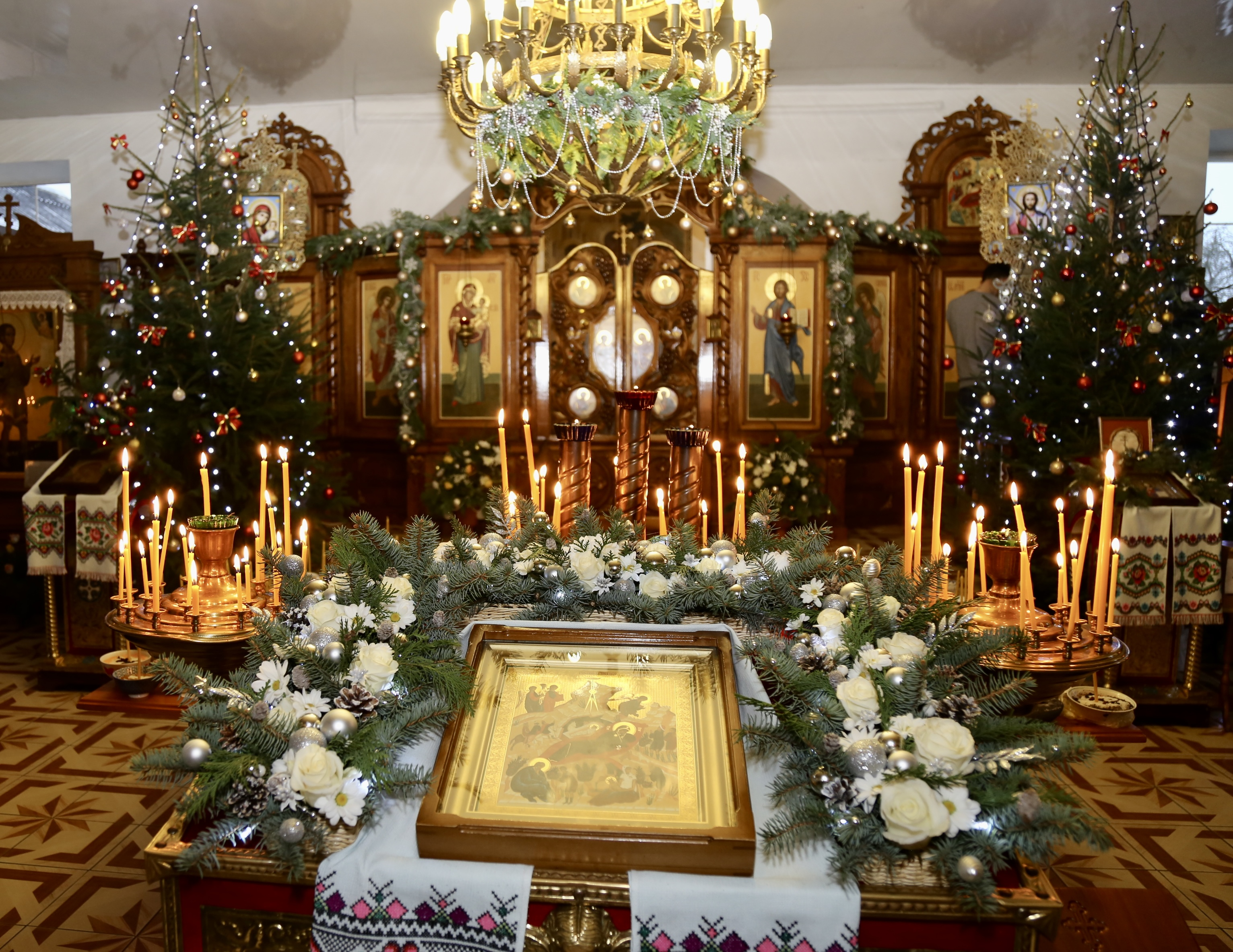
Иконостас
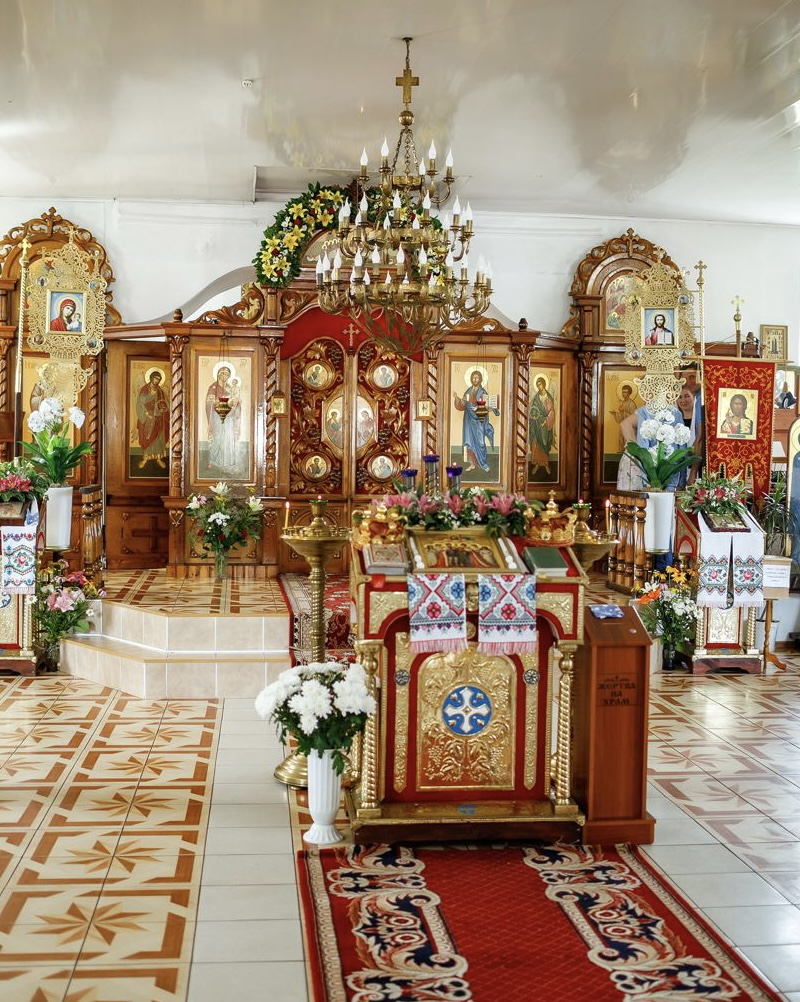
Храм Гавриила Белостокского (внутри)

## Настоятели

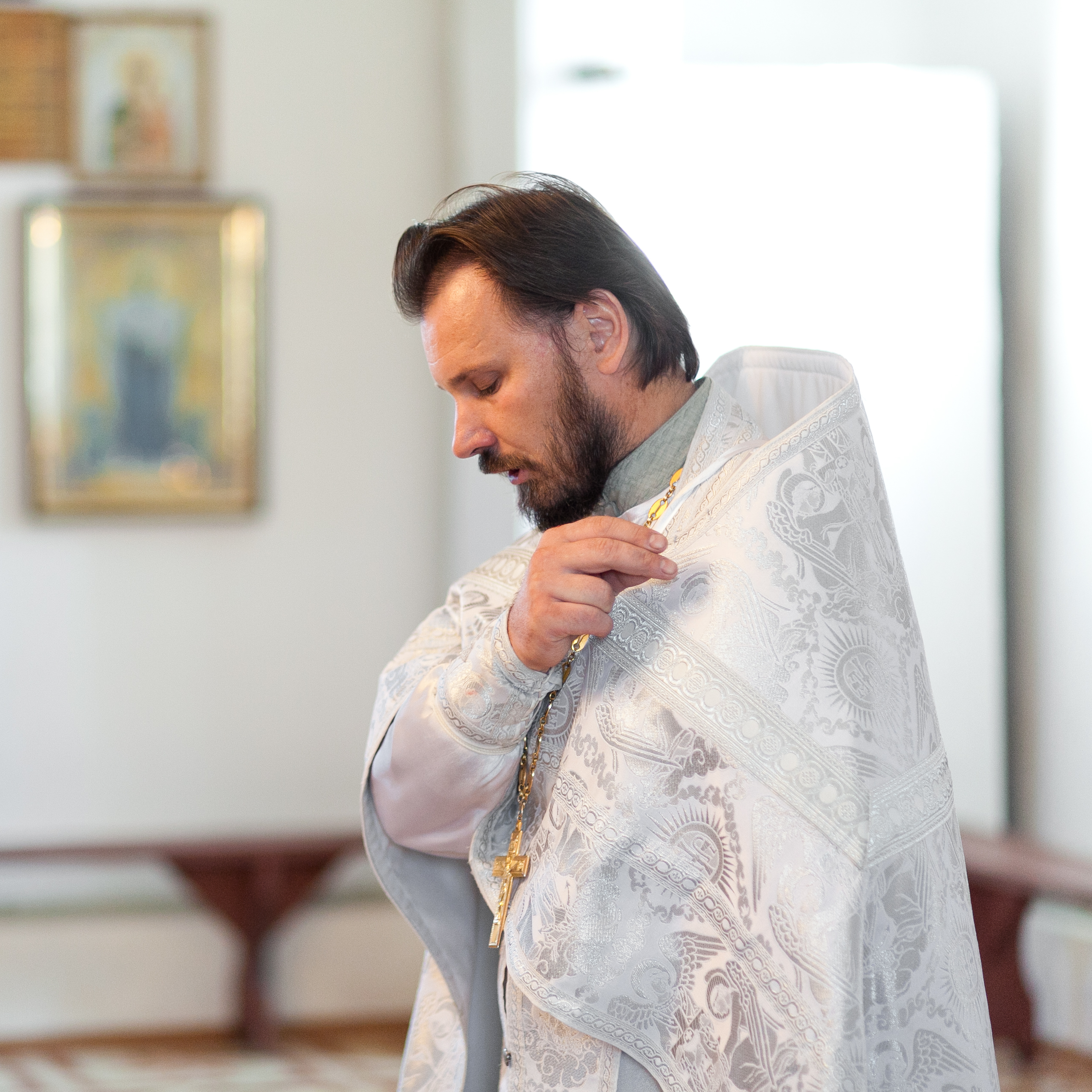
Настоятель храма Гавриила Белостокского о. Вячеслав Пашкевич

Дмитрий Лагодич, Александр Денищиц. С 1998 года духовным наставником православных ивьевчан стал священник Вячеслав Пашкевич.

## Визит Патриарха Алексия II
В 1995 году храм посетил Святейший Патриарх Московский и всея Руси Алексий II. В период с 22 по 26 июля 1995 года патриарх совершил свой второй визит в Беларусь. Первый раз он посетил 15 — 19 июня 1991 года Минскую, Гродненскую, Могилёвскую и Гомельскую епархии Белорусского Экзархата, поражённые чернобыльской радиацией. Как и предыдущее путешествие, второй визит Его Святейшества являлся выражением молитвенного единства и братской христианской взаимопомощи славянских народов в годы исторических испытаний. Посещение страны главой Православной церкви было посвящено 50-летию Победы в Великой Отечественной войне.
Представители Православной, Римо-Католической Церквей и мусульманской общины были среди встречавших Святейшего Патриарха Московского и всея Руси. На центральной площади (ещё тогда посёлка) у памятника погибшим в годы Великой Отечественной войны Предстоятеля Русской Православной Церкви встречал епископ Новогрудский и Лидский Константин, ректор Минской Духовной Семинарии.

## Икона из космоса
Важнейшие святыни храма — это образ Гавриила Белостокского с частичкой мощей и Казанский образ Пресвятой Богородицы, побывавший в космосе и совершившая 112 оборотов вокруг Земли и икона Млекопитетельницы, говорит о многом. Известно, что Алексий II благословил шесть десятков образов, направившихся в крестный путь вокруг нашей планеты. Это было очень торжественное и запоминающееся мероприятие мирового масштаба. В декабре 2005 года, Русская православная церковь получила в дар икону Казанской Божьей Матери, побывавшую на Международной космической станции.

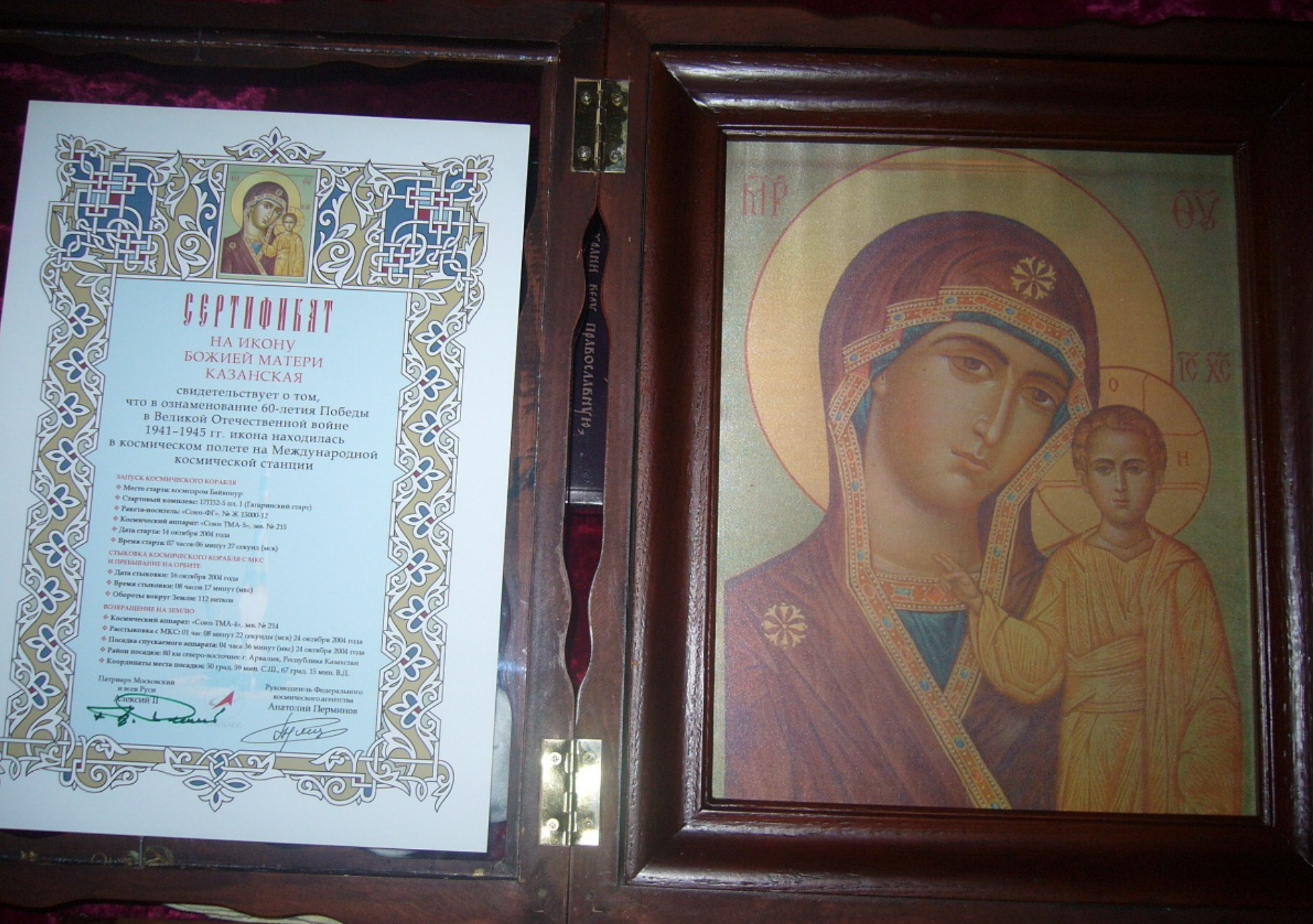
Икона из космоса в храме г. Ивье (Казанский образ Пресвятой Богородицы)

— На праздник Успения Пресвятой Богородицы, после службы, ко мне подошел очень приятный и смиренный на вид незнакомец. Он сообщил, что хотел бы преподнести в дар храму икону, — рассказал корреспонденту «СОЮЗа» настоятель ивьевского храма Святого мученика младенца Гавриила Белостоцкого священник Вячеслав Пашкевич. — Я взял икону, но кроме неё незнакомец вручил и сертификат, свидетельствующий о том, что образ сделал 112 витков вокруг Земли. К сожалению, поговорить нам не удалось — человек очень спешил, я успел только спросить, как его зовут. Он ответил: «Шутов». И ушел. — Позже я узнал, что полковник Виктор Станиславович Шутов — начальник управления обеспечения реализации программ и бухгалтерского учёта Российского Федерального космического агентства.